# Blue Eagles FC
El Blue Eagles Football Club és un club de Malawi de futbol de la ciutat de Lilongwe. Va ser fundat el 1968 i és l'equip de la Policia del país.

## Palmarès
- Copa malawiana de futbol:[3]

2011, 2019
- Copa Chibuku de Malawi:[3]

1995
- Copa Carlsberg de Malawi:[3]

2012
- Airtel Top 8 Cup

2018
- Bingu Ikhome Cup

2019